# Beatrice (droga)
Beatrice (chiamata anche MDO-D, MDOM o 4-metil-2,5-dimetossimetamfetamina) è una sostanza psichedelica.
È un analogo della metamfetamina e un omologo del DOM. Essa è stata sintetizzata per la prima volta da Alexander Shulgin. Nel suo libro PiHKAL, il dosaggio minimo è di 30 mg e la durata degli effetti è compresa tra le 6-10 ore. Questa sostanza produce una vaga sensazione di apertura e di ricettività, e provoca un effetto stimolante. Inoltre provoca la diarrea. Esistono pochissimi dati sulle proprietà farmacologiche, il metabolismo e la tossicità di Beatrice.